# Diego Aramburo
Diego Aramburo, all'anagrafe Diego Aramburo Jordán (Cochabamba, 8 settembre 1971), è una regista teatrale, drammaturga e attrice teatrale boliviana, fondatrice e direttrice della compagnia Kiknteatr, vincitrice di 10 Peter Travesí National Theatre Awards, oltre ad aver ricevuto diversi riconoscimenti nel suo paese e all'estero.
Il suo teatro è stato caratterizzato da uno stile contemporaneo, in cui si mescolano arti performative e visive. Aramburo ha trascorso gran parte della sua carriera all'estero, essendo spesso invitata a dirigere teatri e compagnie indipendenti in vari paesi delle Americhe e dell’Europa.
Nel maggio del 2018, l'artista ha effettuato ufficialmente il suo cambio di identità di genere a femmina, in un atto che ha suscitato un intenso dibattito pubblico.

## Biografia
Figlia di un architetto, Diego Aramburo è nata l'8 settembre del 1971 a Cochabamba, la città dove ha iniziato la sua carriera di attrice all'età di 17 anni. Ha svolto studi in Brasile, Spagna, Francia, Canada e Stati Uniti, e apprendistati con maestri quali Jerzy Grotowski, Declan Donnellan, Yoshi Oida, José Sanchis Sinisterra, Mauricio Kartun e Rafael Spregelburd. Aramburo è diventata rapidamente una nota e controversa regista a Cochabamba. Nel 1996 ha fondato il Kíkinteatro – poi abbreviato in Kiknteatr – il cui nome deriva dalle parole kíkin ("simile a", in lingue quechua) e teatro ("teatro", in spagnolo). Il suo primo spettacolo con la compagnia è stato Tres fases de la luna, per il quale ha vinto il suo primo premio teatrale nazionale Peter Travesí.
Le sue opere successive, Feroz, Amataramarta e Ese cuento del amor (scritto con Claudia Eid), hanno rapidamente reso Aramburo la regista più premiata in Bolivia e le hanno procurato inviti a festival in altri paesi. Sebbene fin dall'inizio il Kiknteatr abbia optato per una propria drammaturgia, ha messo in scena anche produzioni di altri autori, come Tierra (2003) del drammaturgo francese Hubert Colas, 4.48 Psychosis (2004) di Sarah Kane e Happy Days (2007) di Samuel Beckett.
Nel 2004, Aramburo ha scritto e diretto una delle sue commedie più famose, Crudo, con interpretazioni di Pati García, Jorge Alaniz, Alejandro Marañón, Lía Michel e Daniel Larrazábal. García, Alaniz, Marañón e Michel hanno recitato in molti spettacoli di Aramburo. Altre opere degne di nota nella storia della compagnia sono state Transparente (2009), Romeo y Julieta de Aramburo (2013) e la Trilogia boliviana, che comprende Ukhupacha, Morales e Hejarei (2014-2015).
In contemporanea al suo lavoro in Bolivia, Aramburo è stata invitata a dirigere spettacoli in Canada, Argentina, Ecuador, Repubblica Dominicana, Francia e Romania. Negli ultimi anni, le sue produzioni sono state scelte anche per esibirsi in festival in Brasile, Cile, Colombia, Cuba, Venezuela, Spagna ed Estonia. Le sue opere Feroz, Ese Cuento del Amor e Fragmentos Líquidos sono state messe in scena all'estero.
Le sue opere hanno ottenuto quasi 30 premi internazionali e nazionali, tra cui due medaglie d'onore assegnate dal governo boliviano, premi alla carriera dal Festival internazionale del teatro di Santa Cruz de la Sierra e dal Festival del teatro nazionale Bertolt Brecht e la sua nomina a docente di Teatro latinoamericano in Colombia.

### Cambio di identità di genere
Nel maggio 2018, Diego Aramburo è stata legalmente riconosciuta come donna secondo la legge boliviana 807 sull'identità di genere. Secondo l'artista – che non ha apportato modifiche al suo corpo o al suo nome – la misura è stata adottata come “un modo per combattere la rigida eteronormalizzazione della società boliviana” e “rompere le barriere culturali intorno all'identità di genere”. Il processo che l'artista ha attraversato per legalizzare la sua nuova identità è stato documentato in Genero (2018), un’estesa opera d’arte realizzata in collaborazione con Ecuador e Brasile e con l'aiuto di Iberescena. Sebbene abbia ricevuto il sostegno di vari personaggi legati alle arti, all'insegnamento e all'attivismo, Aramburo è stata anche oggetto di critiche per il suo atto, scatenando un intenso dibattito sull'argomento.

## Stile
Le opere di Diego Aramburo hanno luogo all'interno del teatro contemporaneo, con una forte influenza delle arti visive e performative, e un interesse ad alternare linguaggi diversi sul palco, utilizzando proiezioni audiovisive – spesso registrate in tempo reale – musica dal vivo ed esplorazione di nuove tecnologie. Considerata una regista innovativa e trasgressiva, soprattutto per i canoni del teatro boliviano – che rappresenta frequentemente nei festival internazionali, ma allontanandosi dall'idea di “Bolivianità” intesa come qualcosa di folcloristico, costumbrista o autoctono – Aramburo ha collezionato opere in cui è possibile identificare alcuni temi o preoccupazioni ricorrenti: la sessualità, l'identità, la discendenza, l'oscenità, la storia boliviana, i vizi e l'abuso di potere.

## Opere da regista (parziale)
- 1997: Tres fases de la luna
- 2003: Ese cuento del amor
- 2003: Raspando la cruz
- 2003: Tierra
- 2004: 4.48 Psychosis
- 2004: Amor de Dn. Perlimplín con Belisa en su jardín
- 2004: Crudo
- 2004: No hay cosa como callar
- 2005: A los que no me pueden ver
- 2005: Fábula del camaleón y la salamandra
- 2005: Fragmentos líquidos
- 2005: Gore
- 2006: Kiknteatr cuenta Pinocchio
- 2006: Pistolas verdes
- 2006: Withorwithoutme
- 2007: Happy Days
- 2007: Romeo y Julieta
- 2008: Ocho
- 2009: King Kong Palace (Argentina)
- 2009: La escala humana
- 2009: Macbett (Canada)
- 2009: Transparente
- 2010: La librería
- 2011: El preciso instante para no ser amado (Argentina)
- 2011: Medea (Canada)
- 2011: MedeaMaterial
- 2011: Reflexión (performance)
- 2011: Texto M
- 2012: Aecceso
- 2012: Hamlet de los Andes
- 2012: Lisístrata (Ecuador)
- 2013: Romeo y Julieta de Aramburo
- 2014: 155 (y contando)
- 2014: Blancanieves
- 2014: Morales
- 2015: Hamlet (Repubblica dominicana)
- 2015: Hejarei
- 2015: La santa cruz de Sade
- 2015: Ukhupacha
- 2016: La casa de la fuerza
- 2017: Pornografía
- 2017: Scufita Rosie (Romania)
- 2018: Dios
- 2018: Genero

## Premi e riconoscimenti
- 1998: Premio Teatro Nazionale Peter Travesí per Tres fases de la luna[1]
- 2000: Premio Teatro Nazionale Peter Travesí per Feroz[4]
- 2002: Premio Teatro Nazionale Peter Travesí per Amataramarta[1]
- 2003: Premio Teatro Nazionale Peter Travesí per Ese cuento del amor[4]
- 2004: Premio Teatro Nazionale Peter Travesí per 4.48 Psychosis[5]
- 2004: Premio Teatro Nazionale Peter Travesí per Crudo[1]
- 2007: Premio Nazionale Bertolt Brecht: miglior lavoro, regia e drammaturgia per Romeo y Julieta[6]
- 2008: Premio Nazionale Bertolt Brecht: miglior lavoro, regia e scenografia per Happy Days
- 2011: Featec Awards, Córdoba, Argentina: miglior lavoro, regia e drammaturgia per El preciso instante para no ser amado[15]
- 2013: Governo della Bolivia: Medaglia d'Onore al Merito[7]
- 2013: Festival Internazionale del Teatro di Santa Cruz de la Sierra: Premio alla carriera[16]
- 2013: Festival Nazionale Bertolt Brecht: Premio alla carriera[17]
- 2013: Premio Teatro Nazionale Peter Travesí per Aecceso[18]
- 2014: World Theatre Awards, Argentina: Premio per la migliore produzione straniera per Hamlet de los Andes[19]
- 2015: Premio Teatro Nazionale Peter Travesí per Morales[20]
- 2016: Premio Teatro Nazionale Peter Travesí per Ukhupacha[21]
- 2017: Premio Plurinazionale Eduardo Abaroa per Morales[22]
- 2018: Premio Teatro Nazionale Peter Travesí per Dios[4]
- 2018: Premio Plurinazionale Eduardo Abaroa per Genero[23]